# Sigismond-Auguste de Mecklembourg
Sigismond Auguste de Mecklembourg (* 11 novembre 1560 à Schwerin; † 5 septembre 1600 à Ivenack) est duc de Mecklembourg.

## Biographie
Il est le plus jeune fils, le duc Jean-Albert Ier de Mecklembourg-Schwerin. Il a été exclu par testament de la succession de son père, pour démence, et a reçu une pension annuelle de 6.000 Florins et les droits sur les villes de Strelitz, Mirow et Ivenack. Son frère Jean VII de Mecklembourg-Schwerin hérite après la mort de leur père en 1576. Son oncle, le duc Ulrich de Mecklembourg-Güstrow a été le tuteur de Sigismond Auguste. Il a signé en son nom, la Formule de Concorde de 1577 et le Livre de Concorde de 1580.
Après la mort de Jean VII le 22 mars 1592 Sigismond Auguste reprend, avec le duc Ulrich, la régence pour les fils de Jean VII, à savoir Adolphe-Frédéric Ier de Mecklembourg-Schwerin et Jean-Albert II de Mecklembourg-Güstrow Sigismond Auguste a épousé en 1593, Claire de Poméranie, la fille Bogusław XIII de Poméranie. Ils n'ont pas de descendance. Après son retour d'un voyage à Karlovy Vary, il est mort à Ivenack et est enterré dans la Cathédrale de Schwerin.

## Sources
- Friedrich Wigger: Annuaires de l'Association pour Mecklembourg l'Histoire et l'Archéologie, les arbres généalogiques de la Maison grand-ducale de Meklembourg (Essai 2, Bd. 50), Annuaire XIII Schwerin, 1885, P. 177
- G. Duncker: La deuxième mecklembourg Hauptlandesteilung. Dans: Annales de l'Association pour Mecklembourg l'Histoire et l'Archéologie. Volume 73, 1908, P. 182f.